# Pink Lips
Pink Lips è un brano musicale del film di Bollywood Hate Story 2, cantato da Khushboo Grewal, con musiche di Meet Bros Anjjan e testi di Kumaar, pubblicato nel 2014.